# Kekoskee
Le village américain de Kekoskee est situé dans le comté de Dodge, dans l’État du Wisconsin. Lors du recensement de 2010, sa population s’élevait à 161 habitants.

## Source
- (en) Cet article est partiellement ou en totalité issu de l’article de Wikipédia en anglais intitulé « Kekoskee, Wisconsin » (voir la liste des auteurs).